# Emanuil Ungureanu
Emanuil Ungureanu (n. 21 decembrie 1845, Satchinez – d. 25 martie 1929, Timișoara) a fost un avocat și filantrop român din Banat.

## Viața personală
Fiu al lui Jivan și al Roxei Ungureanu, Emanuil a urmat școala primară în satul natal, iar în perioada 1860–1868 gimnaziul și liceul la Timișoara. Între 1869–1872 studiază dreptul la Facultatea de Drept din Budapesta (în maghiară Állam- és Jogtudományi Kar). După absolvire și o perioadă de practică își susține examenul de avocat la Tabla Regească din Budapesta⁠(en)[traduceți].
Nu a fost căsătorit și nu a avut urmași.

## Activitatea profesională, politică și culturală

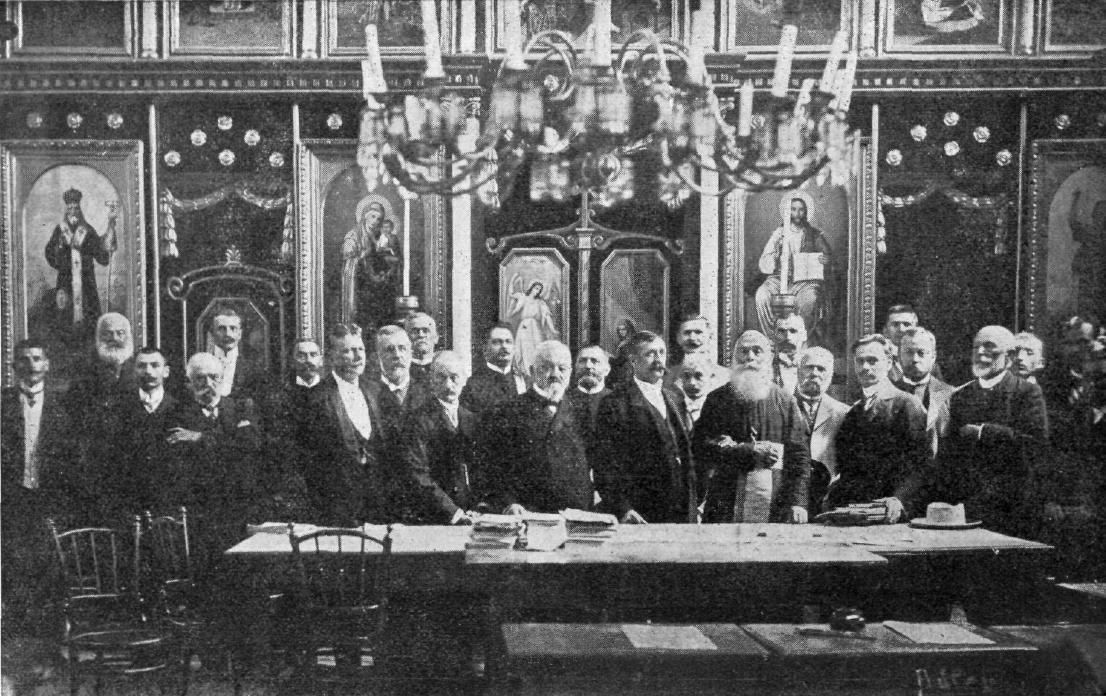
Emanuil Ungureanu alături de conducerea ASTRA, 7 august 1908, Biserica greco-catolică din Șimleu Silvaniei.

În 1874 a revenit în Timișoara, unde a profesat ca avocat până în 1910. În paralel, între anii 1885–1896, a fost director al băncii "Timișana". În 1926 a revine ca avocat în baroul Timișorean.
În perioada în care Timișoara făcea parte din Austro-Ungaria a făcut parte din Partidul Național Român din Ungaria și Transilvania, iar din 1926 din Partidul Național-Țărănesc, rezultat din fuziunea cu Partidul Țărănesc.
Emanuil Ungurianu considera că la emanciparea românilor bănățeni cultura juca un rol foarte important, iar aceasta nu se putea face fără bani. Ca urmare a sponsorizat biserica și școala. Înainte de 1918 a militat pentru păstrarea autonomiei școlilor confesionale românești și a Bisericii Ortodoxe Române iar ulterior a activat pentru consolidarea acestora. Între 1885–1897 a condus asociația politico-culturală Alumneul Românesc, al cărei scop principal era finanțarea studiilor unor tineri români talentați dar lipsiți de mijloace. În același scop a luat parte la înființarea fundațiilor Trandafil și Antoniu Mocioni și a întemeiat fundațiile Mitra Ungurianu 1892 și Emanuil Ungurianu. A activat pentru înființarea la Timișoara a unei academii comerciale și a unei universități. A înființat peste 100 de filiale ale Casei de Educație Națională. Între 1898–1906 a fost director al Despărțământului Timișoara al ASTRA.
A fost membru fondator al Muzeului de Istorie și Etnografie din Sibiu și al societăților culturale românești: Societatea literară Petru Maior; Asociația pentru cultura poporului român din Arad, Reuniunea învățătorilor români din Banat aparținătoare Diecezei Aradului, Reuniunea femeilor române din Sibiu, Arad, respectiv Timișoara, Societatea pentru sprijinirea teatrului român din Ungaria și Ardeal, precum și membru al Casinei Militare Timișoara, al Societății Istorice și Arheologice Timișoara, al societății literare România Jună din Viena, al Societății ziariștilor români din Ardeal și Banat, al Societății de gimnastică din Timișoara.
A înființat ziarul Dreptatea din Timișoara (1894–1898) și gazeta Dumineca. A publicat numeroase articole cu caracter economic, social, cultural, religios, politic și sportiv, în publicații ca: Poporul Român, Tribuna, Românul, Drapelul, Banatul, Luminătorul, Foaia Poporului Român, Voința Banatului, Dreptatea, Dumineca. De asemenea, a publicat câteva studii dedicate istoriei Timișoarei.
În 1912 și-a lăsat prin testament averea de aproape 500 000 de coroane de aur (c. 150 kg aur) unor instituții publice, din care ulterior a defalcat un sfert pentru construirea bisericii ortodoxe din Iosefin, alt sfert pentru construirea bisericii ortodoxe din Cetate (actuala Catedrală Mitropolitană, iar jumătate Casei de Educație Națională.
A fost zeci de ani a fost deputat în Congresul Național bisericesc din Sibiu, membru în Consistoriul Diecezan din Arad și în Sinodul protopopesc din Timișoara. Împreună cu primarul Timișoarei, Stan Vidrighin, la 27 martie 1921 a organizat consfătuirea privind înființarea Parohiei Ortodoxe Române din Cetate.

## Onoruri

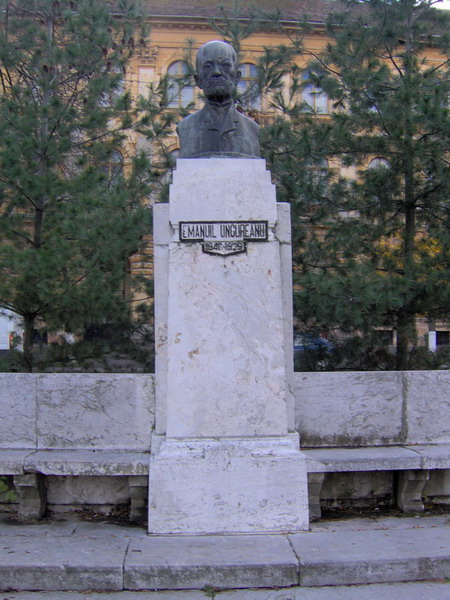
Bustul lui Emanuil Ungureanu din piața Iancu Huniade, cum era în 2007

A fost cetățean de onoare al Timișoarei și membru de onoare al PNȚ.
La 12 noiembrie 1929 un comitet de inițiativă a hotărât ridicarea unui monument în onoarea sa (cod TM-III-m-B-06308), cu un bust realizat de sculptorul Gheorghe Groza (1899–1930), amplasat inițial în fața Muzeului Banatului. De realizarea monumentului s-au ocupat Ioachim Miloia și Victor Vlad, fiind inaugurat la 28 iunie 1931. În 1969 monumentul a fost mutat în Piața Iancu Huniade, în fața liceului care-i poartă numele. Acest bust a fost furat și distrus în vara anului 2015 de persoane care doreau să valorifice bronzul din care era turnat.
De asemenea, în parcul bisericii ortodoxe din Iosefin se află un bust al său, dezvelit la 8 septembrie 2007, realizat de Aurel Gheorghe Ardeleanu.
Numele său îl poartă Colegiul Tehnic „Emanuil Ungureanu” din Timișoara precum și o stradă din Timișoara.